# Romaine-la-Prophétesse
Pour les articles homonymes, voir Rivière (homonymie).
Romaine Rivière (rarement orthographié Romain; né vers 1750 à Saint-Domingue),,, qui était connue sous le nom Romaine-la-Prophétesse,,,, était propriétaire d'une plantation de café et chef noir libre d'un soulèvement au début de la Révolution haïtienne, qui contrôlait les deux principales villes du sud d'Haïti, Léogâne et Jacmel,,.

## Avant la révolution
Il était originaire de la partie espagnole d'Hispaniola,,, et avait émigré à Saint-Domingue (la partie française) en ou avant 1772, et acquiert une petite plantation de café nommée Trou Coffy près de Léogâne. En 1772, Rivière rencontre Marie-Roze Adam, une créole esclave; entre 1772 et 1777, Adam et Rivière ont eu trois enfants. Le 22 août 1785, Rivière épouse Adam, profitant d'une clause du Code noir qui libère les esclaves (et leurs enfants) qui épousent leurs maîtres,.

## Révolution haïtienne
En 1791, alors que les tensions entre Haïtiens blancs et noirs augmentaient, Joseph-Marie Tavet, l'un des habitants les plus riches de la région, rassembla une centaine d'hommes armés dans sa plantation près de celle de Rivière. Rivière a appelé des amis, dont des noirs libres et « petits blancs », à se rassembler avec des armes à Trou Coffy. En septembre 1791, les forces de Rivière attaquent la plantation de Tavet. Après cela, des milliers d'hommes et de femmes se sont joints à Rivière dans un soulèvement général contre l'esclavage,. Au cours du soulèvement, ces forces ont pris des armes dans les plantations de partout, de Bainet (à environ 45 kilomètres à l'ouest de Jacmel) à Marigot (à environ 25 kilomètres à l'est). Ils ont blessé ou tué des maîtres et dit aux esclaves que le roi les avait libérés.
Fin 1791, avec au moins dix mille partisans, en grande partie d'anciens esclaves, Rivière assiégeait Jacmel et Léogâne,. Fin décembre 1791, Félix Pascalis Ouvière négocie un traité de paix entre Trou Coffy et Léogâne, mettant Rivière aux commandes du gouvernement de cette ville,,. Le traité, sans précédent non seulement à Saint-Domingue mais aussi dans tout le monde atlantique révolutionnaire, nommé le chef noir à la tête d'une des villes les plus importantes d'une colonie européenne. Les forces de Rivière ont bientôt occupé Jacmel.
En 1792, le commissaire national français Edmond de Saint-Léger se rendait à Port-au-Prince et rassemblait des troupes pour reprendre Léogâne, alors même que les forces de Rivière désertaient. Le 25 mars 1792, Saint-Léger fait un raid décisif sur Trou Coffy avec un bataillon de 400 hommes, détruisant le site et capturant la femme de Rivière et l'un de ses enfants, bien que Rivière se soit échappé. Une lettre datée du 12 avril 1792, publiée au Mercure de France (probablement écrite par Ouvière), déclare que Rivière non seulement s'est échappée mais « continue de prêcher ». On ne sait plus rien de Rivière après 1792.

## Religion et genre
La religion, l'origine ethnique ou nationale et l'identité de genre de Rivière ont fait l'objet de discussions,. Le biographe Terry Rey écrit que Rivière était probablement catholique ainsi qu'une figure « dans la naissance du vodou haïtien »,. Peu de temps après le début de l'insurrection, Rivière s'est déclarée filleul de la Vierge Marie. Comme de nombreux Haïtiens, Rivière a mélangé le catholicisme avec les pratiques et les croyances populaires africaines, et elle est considérée par certains écrivains comme une prêtre vodou,,.
Rivière était identifiée comme une « prophétesse »,, et le biographe Rey relie Rivière aux figures religieuses féminines transgenres de l'Afrique centrale occidentale,. Elle a dit qu'elle était possédée par un esprit féminin, et s'habillait comme une femme,,,. Il était peut-être transgenre,. Mary Grace Albanese et Hourya Bentouhami considèrent Romaine-la-Prophétesse parmi les femmes qui ont dirigé la Révolution haïtienne, ; voir l'article Femmes dans la révolution haïtienne. Rivière a été comparée à Dona Beatriz Kimpa Vita, qui s'est identifiée comme l'incarnation d'un saint masculin, car leurs deux identifications religieuses « transcendent le genre »,.